# CTRON
CTRON（シートロン、Communication and Central TRON）は、オペレーティングシステムの仕様体系で、坂村健教授（東京大学）によって開始されたTRONプロジェクトのサブプロジェクトのひとつ。
CTRONは電話交換機のような、無停止のサービスを保証するシステムのために強化された機能を持つリアルタイムオペレーティングシステムである。NTTが同社の基幹電話交換機用としてこれを指定し、仕様の策定と実装の開発がおこなわれた。CTRON採用の理由は(1)標準化が容易でプログラム開発効率が向上す(2)高速で処理性能が良い(3)著作権紛争が起きる恐れがない、とされた。他に中国の電話通信網でも採用されている。